# ۹۵۹ (میلادی)
۹۵۹ (میلادی) نهصد و پنجاه و نهمین سال تقویم میلادی است.

## رویدادها
- اکتبر - ادویگ، پادشاه انگلستان می‌میرد و برادرش ادگار جانشین او می‌شود.
- نوامبر - کنستانتین هفتم، امپراتور بیزانس می‌میرد و پسرش رومانوس دوم جانشین او می‌شود.

## درگذشتگان
- ۱ اکتبر - ادویگ، پادشاه انگلستان
- ۹ نوامبر - کنستانتین هفتم، امپراتور بیزانس (ت. ۹۰۵)

‎